# Yuto Sashinami
Yuto Sashinami (差波 優人 Sashinami Yuto?), född 28 juni 1993 i Aomori prefektur, är en japansk fotbollsspelare.
Sashinami började sin karriär 2016 i Vegalta Sendai. Efter Vegalta Sendai spelade han för Grulla Morioka, Kataller Toyama, NK BSK Belica och Vanraure Hachinohe.